# Anoplosiagum sulcipenne
Anoplosiagum sulcipenne är en skalbaggsart som beskrevs av Moser 1918. Anoplosiagum sulcipenne ingår i släktet Anoplosiagum och familjen Melolonthidae. Inga underarter finns listade i Catalogue of Life.